# Phare de l'île Slipper
Le phare de l'île Slipper est un phare situé sur l'île Slipper, à l'est de la péninsule de Coromandel, dans la région d'Waikato (île du Nord), en Nouvelle-Zélande.

## Histoire
Le  phare  a été construit sur l'île Slipper qui est une île privée de villégiature, au nord de Whangamata. Elle n'est accessible qu'en bateau.
Le phare situé à l'extrême est de l'île Slipper et il est alimenté à l'énergie solaire. C'est une destination de randonnée idéale avec une vue imprenable sur les îles voisines. Les formations rocheuses de Crater Bay et les vues sur les baies orientales peuvent également être vues depuis le phare.
Le phare a été entièrement automatisé et il est maintenant surveillée et gérée depuis une salle de contrôle de la Maritime New Zealand (en) à Wellington.

## Description
Ce phare  est une tourelle cylindrique en métal, sans galerie de 4 m de haut. Le phare est peint en blanc. Il émet, à une hauteur focale de 103 m, deux éclats blancs par période de 15 secondes. Sa portée est de 9 milles nautiques (environ 16 km).
Identifiant : ARLHS : NZL-063 - Amirauté : K3896 - NGA : 4300 .

### Lien connexe
- Liste des phares de Nouvelle-Zélande